# نيقمادو الثالث

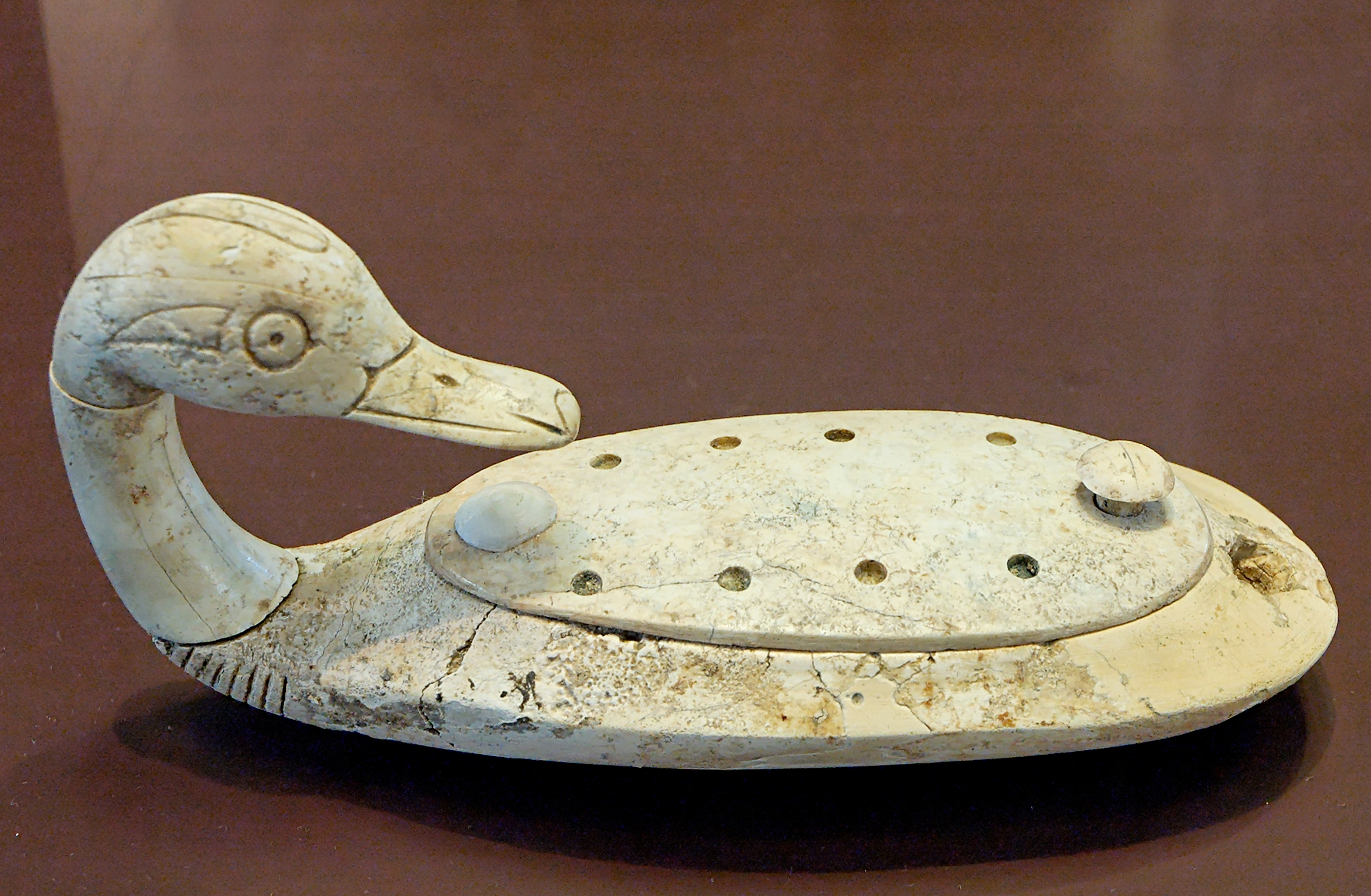
بطة ذات قعر في متحف اللوفر

نيقمادو الثالث هو سابع حاكم معروف وملك أوغاريت، وهي مدينة سورية قديمة تقع في شمال غرب سوريا، حكم من 1225 إلى 1220 قبل الميلاد خلفًا للملك إبيرانو. وقد أخذ اسمه من الحاكم الأموري السابق نيقمادو، مما يعني أن «أدو دعا لنفسه حقا» لتقوية الأصول المفترضة لسلالته الأوغاريتية في الأموريين.
نص من أرشيف أورتينو يذكر أنه كان متزوجًا من أميرة حثية لم يذكر اسمها. وقد ورد ذكره في العديد من النصوص الفقهية، أبرزها في دعوى قضائية بينه وبين «كوميا زيتي»، وهو تاجر ثري من أورا على الأرجح، الذي تم تفصيله باعتباره كاتبًا مشهورًا كان معروفًا منذ أيام أميتامرو الثاني، ونص قانوني آخر يفصله، «قضية كيليليا كاهن استار»، التي يشهد عليها نفس الشهود وكتبها الكاتب نفسه.